# Сакадзаки Наомори
Сакадзаки Наомори (яп. 坂崎直盛, さかざきなおもり; ? — 1616) — японский военный и политический деятель, самурайский полководец. Первый обладатель автономного удела Цувано в провинции Ивами (1600—1616). Происходил из рода Укита в провинции Бидзэн. Служил Тоётоми Хидэёси и Токугаве Иэясу. Расширил замок Цувано. Покончил жизнь самоубийством.